# Groveland, Florida
Groveland är en stad (city) i Lake County, i delstaten Florida, USA. Enligt United States Census Bureau har staden en folkmängd på 8 846 invånare (2011) och en landarea på 38,8 km².